# Tupaia ferruginea
La tupaya de Sumatra (Tupaia ferruginea) es una especie de escandentio de la familia Tupaiidae.Fue considerada una subespecie de Tupaia glis hasta 2013.Es la especie tipo del género Tupaia.

## Distribución
Se encuentra en las islas de Sumatra y Tanahbala.